# Литтлер, Люк
Люк Литтлер (англ. Luke Littler; род. 21 января 2007, Уоррингтон) — профессиональный дартсмен, выступающий в турнирах под эгидой PDC. Прозвище — The Nuke (Ядерная бомба).
Чемпион мира 2025 года. В возрасте 17 лет и 347 дней стал самым молодым чемпионом мира в истории, победив в финале Майкла ван Гервена и побив его рекорд более чем на 6 лет.
Победитель 22 профессиональных турниров, в том числе четырёх мейджоров. Действующий чемпион Премьер-Лиги (2024), турнира Большого Шлема (2024) и финалов Мировой Серии (2024). Победитель турниров Bahrain Darts Masters (2024), Poland Darts Masters (2024), Belgian Darts Open (2024), Austrian Darts Open (2024), а также молодежного чемпионата мира PDC (2023).
Литтлер — самый молодой игрок, закончивший лег за 9 дротиков в телевизионном турнире. Он сделал это на турнире Bahrain Darts Masters 2024 года в возрасте 16 лет. Литтлер также является самым молодым игроком, сыгравшим лег за 9 дротиков в профессиональном турнире. Он достиг этого в возрасте 14 лет в 2021 году.
В 2024 году Литтлер был назван Молодым Спортсменом года по версии BBC и занял второе место в категории Спортсмен года, уступив Кили Ходжкинсон.

## Карьера

### Начало карьеры
В 2019 году Литтлер выиграл юношеский Гран-при Англии и юношеский турнир Isle of Man Masters, защитив титул в 2020 году. Юниорский тур JDC 2020 года принес Литтлеру два титула. Также он выиграл юношеский титул на England Open в сентябре 2021 года и занял второе место в British Pentathlon. В ноябре 2021 года Литтлер выиграл свой первый взрослый титул на турнире Irish Open, победив Барри Коупленда со счётом 6–2 по легам. Это позволило Литтлеру пройти отбор на чемпионат мира по дартсу WDF 2022 года в возрасте 14 лет. В конце ноября во время турнира тура MVG Masters юниорского тура JDC он сыграл лег за 9 дротиков.

### 2022
В конце января 2022 года Литтлер выиграл турнир JDC Super 16 в Милтон-Кинсе, победив в финале Элеанор Кэрнс. В марте 2022 года он выиграл юношеский турнир Isle Of Man Open и вышел в финал Isle of Man Classic. На чемпионате мира WDF 2022 года Литтлер начал как сеяный игрок со второго круга и выиграл свой первый матч против Бена Хейзела со счётом 3–2 по сетам. В следующем раунде он был побежден со счётом 3–0 Ричардом Веенстрой, который установил рекордный показатель среднего набора в матчах чемпионатов мира WDF/BDO (104.91). В мае во время турнира Welsh Open Литтлер показал средний набор в 121.86 в одном из своих матчей. На следующий день он победил Уэса Ньютона в финале со счётом 6-2(л), и выиграл ещё один титул на взрослом турнире. В июне 2022 года он также выиграл турнир Romanian Classic в Бухаресте, победив в финале Йелле Клаасена со счётом 5–1(л).
В июле 2022 года на молодёжном Кубке Европы WDF в Будапеште он выиграл золото в трёх мужских соревнованиях (одиночном, командном и общем). В финале одиночного соревнования он победил Арчи Селфа со счётом 6–1(л). В парных соревнованиях пара Литтлер-Селф проиграла в полуфинале со счётом 4–1(л) будущим победителям - второй английской команде (Томас Бэнкс/Чарли Мэнби).
В конце сентября 2022 года Литтлер был выбран национальной федерацией для участия в Кубке Европы WDF 2022. На второй день турнира он в паре с Джеймсом Хёрреллом вышел в четвертьфинал парных соревнований, где они проиграли Сэму Канкету и Нику Кенни  из команды Уэльса со счётом 4–1(л). На третий день турнира он вышел в четвертьфинал одиночного разряда, где проиграл Энди Бэтенсу со счётом 5–4(л). В командном зачете он завоевал золотую медаль в составе команды Англии. В конце декабря 2022 года в Лондоне Литтлер выиграл юношеский чемпионат мира JDC, победив в финале Гарри Грегори со счетом 5–0(л).

### 2023

#### WDF
В 2023 году Литтлер продолжил играть в турнирах WDF. В сентябре на турнире British Classic он вышел в финал, последовательно победив Кэмерона Крэбтри (4–2) в 1/8 финала, Дилана Куинна (4-1) в четвертьфинале и Тэвиса Дьюдени (4-0) в полуфинале. В финале против Карла Уилкинсона он одержал победу со счётом 5-0. На протяжении последних трёх раундов Литтлер показывал средний набор выше 100 очков за подход с наивысшим показателем в 113.43 в полуфинальном матче. На той же неделе Литтлер выиграл турнир British Open, победив в финале Питера Жака со счетом 5–2.

#### PDC
В марте 2023 Литтлер дебютировал на мейджорах PDC, пройдя отбор через любительскую квалификацию на UK Open. В первом раунде он победил Ника Фулвелла со счётом 6–0. Далее последовали победы над Расти-Джейком Родригесом (6–2) во втором раунде и Ричи Эдхаусом (6-5) в третьем. В четвёртом раунде Литтлер проиграл свой матч будущему полуфиналисту Адаму Гавласу со счетом 10–8. За свое выступление Литтлер получил приз в размере 2,500 фунтов стерлингов, что позволило ему впервые попасть в рейтинг Order of Merit PDC.
В 2023 Литтлер участвовал в турнирах Development-Тура PDC. На втором турнире он дошел до финала, где проиграл Дилану Слевину со счётом 5–4 в решающем леге. Затем он выиграл третий турнир, победив в финале Юрьена ван дер Вельде со счетом 5–1, пятый турнир, победив в финале Кевина Троппмана со счетом 5–3 и шестнадцатый турнир, победив в финале Брэдли Роеса со счетом 5–2. На двадцатом турнире в матче против Леви Уильямса Литтлер показал средний набор в 115.22 очков, в матче против Руне ван Дамма сыграл лег за 9 дротиков и, победив в финале Хьяна ван Веена со счётом 5-4, выиграл свой четвёртый турнир Development-тура в сезоне. Литтлер и ван Веен снова встретились в финале 23-го турнира, где победу с тем же счётом одержал ван Веен. На последнем в 2023 году 24-м турнире Development-тура, Литтлер выиграл свой пятый турнир, победив в финале Кэмерона Крэбтри со счетом 5–1. По итогам сезона Литтлер занял второе место в рейтинге Development Tour 2023 года с общими призовыми в размере 20 175 фунтов.
26 ноября Литтлер победил ван Веена в финале молодежного Чемпионата Мира PDC со счётом 6–4.
17 декабря Литтлер защитил свой титул юношеского чемпиона мира JDC, в финале победив Альмоша Ковача со счётом 5–3.

### 2024

#### Чемпионат Мира PDC
Литтлер дебютировал на Чемпионате Мира по дартсу 2024 года, квалифицировавшись через Development-тур. В первом раунде он всухую обыграл бывшего чемпиона мира BDO Кристиана Киста. Он также побил два рекорда чемпионатов мира - установив самый высокий средний набор для дебютанта (106.12), и став самым молодым игроком, одержавшим победу в матче. Во втором раунде он победил чемпиона UK Open 2023 Эндрю Гилдинга со счётом 3–1, а в третьем - канадца Мэтта Кэмпбелла (4–1). В четвертом раунде Литтлер встретился с пятикратным чемпионом мира Раймондом ван Барневельдом и победил со счётом 4–1. В четвертьфинале Литтлер обыграл Брендана Долана со счётом 5–1, а затем победил бывшего чемпиона мира и 8-го сеяного Роба Кросса со счётом 6–2 в полуфинале.
3 января 2024 года Литтлер проиграл в финале Люку Хамфрису со счётом 7–4. Он стал самым молодым игроком, вышедшим в финал чемпионата мира PDC, в возрасте 16 лет и 347 дней. После чемпионата мира Литтлер был выбран участником Премьер-лиги 2024 года получив wild card от PDC.

#### Турниры Players Championships и Финалы Players Championship
Благодаря успешному выступлению в Development-туре 2023 года Литтлер получил Тур-карту PDC, что позволило ему впервые принять участие в турнирах Players Championship. В первом турнире Players Championship он победил Джима Уильямса со счётом 6–1 по легам в первом раунде, закрыв победный лег за 11 дротиков. Во втором раунде он победил Люка Вудхауса со счетом 6–3, а в третьем выиграл у Микеле Туретта со счетом 6–1, отыграв финальный лег за девять дротиков. В четвертом раунде Литтлер победил Кэмерона Мензиса со счетом 6–2 и вышел в свой первый четвертьфинал на Про-туре. В четвертьфинале Литтлер победил Джеймса Хёррелла со счетом 6–3, а в полуфинале - Алана Сутара со счётом 7–6. В финале Литтлер набиравший в среднем 109.64 очков, победил набиравшего 111.71 Райана Сёрла со счетом 8–7, и выиграл первый турнир Players Championship в своем дебюте.
В июле Литтлер выиграл свой второй титул Players Championship на пятнадцатом турнире, победив Бориса Крчмара, Паскаля Руппрехта, Джонни Клэйтона, Риса Гриффина, Кшиштофа Ратайски и Криса Доби перед тем, как одолеть в финале Уэссела Ниймана со счетом 8–6.
В сентябре Литтлер выиграл свой третий титул Players Championship на двадцатом турнире, победив Стивена Бантинга в решающем леге финала со счётом 8–7.
По итогам сезона Литтлер отобрался на финальный турнир Players Championship в ноябре в качестве 8-го сеяного. В матче первого раунда против Роба Кросса, показывая средний набор в 112.73, он одержал разгромную победу со счётом 6-0. Затем Литтлер победил Ричи Эдхауса со счётом 6–2, по ходу матча снова промахнувшись девятым дротиком для идеального лега, и Данни Нопперта со счётом 10–3, набирая в среднем 105.33 и 104.70 соответственно. Далее он победил Майка Де Декера (10–3) со средним набором 103.73 и Росса Смита (11–9, 104.38) и вышел в финал своего третьего мейджора PDC. Там он проиграл Люку Хамфрису со счётом 11–7, набирая в среднем 100.08 очков против 103.69 у Хамфриса.

#### UK Open
В четвертом раунде UK Open Литтлер встретился с трехкратным победителем турнира Джеймсом Уэйдом и одержал победу со счётом 10–7, по ходу матча закрыв окончание в 170 очков. В пятом раунде он победил Мартина Шиндлера (10-8) и впервые вышел в шестой раунд UK Open, где обыграл Дэйва Чизналла со счётом 10-5. В четвертьфинале Литтлер проиграл Дэймону Хэте со счетом 10–8.

#### Европейский тур и чемпионат Европы
В феврале Литтлер дебютировал на турнирах Европейского тура, приняв участие в Открытом чемпионате Бельгии (ET1), куда он отобрался через квалификацию держателей тур-карты. В своем дебютном матче он победил Жозе де Соузу со счетом 6–5. Во втором раунде Литтлер одержал победу над Кшиштофом Ратайски, в третьем - над Дэймоном Хэтой, а в четвертьфинале - над Джермейном Уаттименой, набирая в среднем 110.06 очков. В полуфинале против Рикардо Петречко, омраченном конфликтом между игроками, Литтлер одержал победу со счётом 7-3 и средним набором в 104.25. В финале против Роба Кросса Литтлер в третий раз за два месяца отыграл лег за 9 дротиков и победил со счётом 8–7, выиграв свой дебютный турнир Европейского тура.
Следующим турниром для Литтлера стал Гран-при Германии (ET4), в финале отбора к которому он победил Саймона Уитлока. В первом раунде Литтлер уверенно победил Арно Мерка со счётом 6-0 и средним набором в 101.3 очка, и вышел во второй, где его ожидал Люк Хамфрис. В матче, дошедшем до решающего лега, победу одержал Хамфрис (6-5), прервавший серию Литтлера из шести побед подряд в очных встречах, начавшуюся после финала чемпионата мира 2024.
На Открытом чемпионате Австрии (ET5) Литтлер выиграл свой второй титул Европейского тура. По ходу турнира Литтлер обыграл Зорана Лерхбахера, Дэймона Хэту, Кшиштофа Ратайски, Данни Нопперта и Росса Смита. В финале Литтлер выиграл со счётом 8–4 у Джо Каллена.
На Чемпионате Германии (ET9) Литтлер стал сеяным и впервые начал выступление со второго раунде, где разгромил Дилана Слевина со счётом 6–0, и средним набором 101.33. В 1/8 финала Литтлер победил Райана Сёрла (6–2), а в четвертьфинале - Дэймона Хету (6–5). В полуфинальном матче против Дэрила Гёрни средний набор Литтлера составил 107.88, что обеспечило ему победу со счётом 7–2 и выход в финал. В финале Литтлер набирал в среднем 106.87 очков, вел по ходу матча со счётом 5-2, но этого оказалось недостаточно, чтобы победить Питера Райта, который завоевал титул, отыгравшись и победив со счетом 8–5.
На Открытом чемпионате Чехии (ET13) Литтлер дошёл до полуфинала, победив Нейтана Аспиналла, Дэймона Хэту (набирая в среднем рекордные для себя 116.51 очков), и Майкла ван Гервена (6-1, со средним набором в 110.57). Средний набор ван Гервена составил 112.19, что стало самым высоким показателем в поражении в истории Европейского тура. В полуфинальном матче против Люка Хамфриса Литтлер набирал в среднем 106.73 (средний набор за первые 9 дротиков составил 122.42), однако проиграл со счётом 7–4, а средний набор Хамфриса составил 108.56.
По результатам своих выступлений на Европейском туре 2024 года Литтлер квалифицировался на Чемпионат Европы 2024 года под третьим номером посева, но проиграл со счетом 6–4 Эндрю Гилдингу в первом раунде.

#### Премьер-лига
Благодаря результатам на чемпионате мира 2024 года Литтлер был выбран участником Премьер-лиги 2024 года получив wild card от PDC.
Он выиграл свой дебютный матч в Премьер-лига (дартс) 2024 года, победив Люка Хамфриса со счетом 6–2, но проиграл свой полуфинальный матч Майклу Смиту со счётом 6–5. На второй неделе Литтлер вышел в финал, дважды выиграв в решающих сетах, но  уступил Майклу ван Гервену со счётом 6-5. На четвертой неделе в Ньюкасле Литтлер закрыл окончание в 170 очков в четвертьфинальном матче против Питера Райта, однако в полуфинале снова проиграл ван Гервену (6–5). На седьмой неделе на в Ноттингеме Литтлер впервые победил ван Гервена со счётом 6-2 и средним набором в 114.00 (против 110.94 у ван Гервена). Во втором матче он уступил Нейтану Аспиналлу (3-6).
Девятая неделя в Белфасте ознаменовалась первой победой Литтлера в Премьер-лиге. В четвертьфинале он победил Хамфриса (6-5), в полуфинале  - ван Гервена (6-3), а в финале вечера - Аспиналла (6–4). Затем Литтлер выиграл десятый турнир, одержав в финале победу со счётом 6–3 над Гервином Прайсом. В одиннадцатом туре в Бирмингеме Литтлер в третий раз подряд вышел в финал, но набирая всего 88.12 очков, проиграл со счётом 6–3 Майклу ван Гервену, который сам набирал всего 90.38 очков.
Литтлер одержал свою третью победу в Премьер-лиге на тринадцатой неделе в Ливерпуле, отыгравшись в полуфинале со счета 5–2, чтобы победить Аспиналла, который не попал пять матч-дротиков. Позже Литтлер одержал победу в финале над Кроссом со счётом 6–2. Это позволило ему закончить тринадцатый вечер на вершине таблицы с 31 очком, опередив на пять очков занимавшего второе место Хамфриса. Литтлер выиграл 14-ю неделю, победив сначала Аспиналла (6-5), затем Майкла Смита со счётом 6–1 и средним набором в 110.1, и в финале - Роба Кросса со счётом 6–4.
По итогам шестнадцати туров Литтлер выиграл групповой этап и вышел в плей-офф с первого места. В полуфинале Литтлер победил Майкла Смита со счётом 10–5. Затем он победил в финале Люка Хамфриса со счетом 11–7, выиграв свой первый мейджор-титул. В возрасте 17 лет он стал самым молодым победителем мейджоров PDC. Также в финале он отыграл лег за 9 дротиков.

#### World Matchplay и Мировой Гран-при
Будучи шестым номером в рейтинге Про-тура, Литтлер квалифицировался на World Matchplay, где проиграл со счётом 10–6 Майклу ван Гервену в первом раунде, и турнир Мирового Гран-при, где проиграл 4-му сеяному Робу Кроссу со счётом 2–1 по сетам.

#### Турнир Большого Шлема
На турнире Большого Шлема Литтлер выиграл свой первый рейтинговый мейджор. На групповом этапе он начал с победы со счетом 5–0 над Кином Бэрри, завершив матч за шесть минут со средним набором в 112.16. Затем он победил чемпиона UK Open 2024 Димитри ван ден Берга со счётом 5–1, обеспечив себе место в плей-офф. В третьем туре он победил Лоуренса Илагана со счётом 5–3. В последнем леге Литтлер промахнулся в удвоение после 8 бросков на идеальный лег.
В первом раунде плей-офф Литтлер отыгрался со счёта 8–4, чтобы победить Майка Де Декера в решающем леге со счётом 10–9. Затем он победил Джермейна Уаттимену со счетом 16–2, одержав самую крупную победу в четвертьфинале Большого шлема. В полуфинале Литтлер встретился с Гэри Андерсоном и повёл 7–4 после 11 легов. Затем он проиграл семь легов подряд, уступал 7–11 и 12–14, но довел матч до решающего лега и выиграл 16–15.
В финале Литтлер уверенно победил Мартина Люкмана со счетом 16–3 и выиграл титул чемпиона Большого Шлема в своем дебютном участии.

### 2025

#### Чемпионат мира
Литтлер отобрался на Чемпионат мира 2025 года в качестве четвертого сеяного, и начал выступление со второго раунда. Там он победил Райана Мийкла со счетом 3–1, побив рекорд по самому высокому среднему набору за сет в матче чемпионатов мира, набирая в среднем 140.91 очков в последнем, четвертом сете. Также во втором леге этого сета после 8 точных бросков на идеальный лег Литтлер промахнулся девятым в удвоение 12-ти. Литтлер вышел в финал, победив Мийкла (3-1), Иана Уайта (4-1), Райана Джойса (4-3), Нейтана Аспиналла (5-2) и Стивена Бантинга (6-1). В финале Литтлер победил трехкратного чемпиона мира Майкла ван Гервена со счётом 7–3. В возрасте 17 лет и 347 дней Литтлер стал самым молодым чемпионом мира по дартсу, побив предыдущий рекорд ван Гервена, которому было 24 года, когда он выиграл свой первый титул на Чемпионате мира 2014 года. Литтлер также выиграл трофей Ballon D'Art за наибольшее количество набранных 180 очков на чемпионате мира (76). Он впервые преодолел отметку в 1 млн. фунтов стерлингов в рейтинге Order of Merit и поднялся в нём на высшее в своей карьере второе место, уступая лишь Люку Хамфрису.

## Результаты на чемпионатах мира

### WDF
- 2022 — третий раунд (поражение от Ричарда Веенстры 0-3)

### PDC
- 2024 — Финал (поражение от Люка Хамфриса 4-7)
- 2025 — Победитель (победа над Майклом ван Гервеном 7-3)

## Леги за 9 дротиков
| Дата           | Противник       | Турнир                | Способ                          | Прим.   |
| -------------- | --------------- | --------------------- | ------------------------------- | ------- |
| 19 января 2024 | Нейтан Аспиналл | Bahrain Darts Masters | 3 x T20; 3 x T20; T20, T19, D12 | [ 150 ] |
| 23 мая 2024    | Люк Хамфрис     | Премьер-Лига 2024     | 3 x T20; 3 x T20; T20, T19, D12 | [ 151 ] |